# (8516) Hyakkai
(8516) Hyakkai est un astéroïde de la ceinture principale.

## Description
(8516) Hyakkai est un astéroïde de la ceinture principale. Il fut découvert le 13 octobre 1991 à Okutama par Tsutomu Hioki et Shuji Hayakawa. Il présente une orbite caractérisée par un demi-grand axe de 2,76 UA, une excentricité de 0,16 et une inclinaison de 5,9° par rapport à l'écliptique.